# ثكنة رامي
ثكنة رامي ( (بالتركية: Rami Kışlası)‏ ، (بالتركية العثمانية: Asâkir-i Mansure-i Muhammediye Kışlası)‏ كانت ثكنة للجيش العثماني ولاحقًا للجيش التركي تقع في منطقة أيوب في الجزء الأوروبي من إسطنبول ، تركيا. تم بناؤها في سبعينيات القرن الثامن عشر في عصر الإمبراطورية العثمانية . وهي حاليا قيد الترميم لاستخدامها كمكتبة اثرية.

## تاريخ

### العصر العثماني
تم بناء الثكنة في عهد السلطان العثماني مصطفى الثالث بين عامي 1757 و1774. وقد تم تجديدها وتوسيعها لاحقًا على يد محمود الثاني (حكم من 1808 إلى 1839) في عامي 1828 و1829. تقع الثكنة في حي الرامي التابع لمنطقة أيوب، في أطراف مدينة إسطنبول، التي كانت عاصمة الدولة العثمانية آنذاك. تاريخيًا، كان الموقع يُعرف باسم "ثكنات المدفعية" (بالتركية: Topçu Kışlası) في مزرعة رامي (بالتركية: Rami Çiftliği). كانت الثكنات منشأة عسكرية مهمة تم بناؤها لجنود النظام الجديد المنشأ حديثًا في إطار جهود الإصلاح العسكري العثماني، وكان يطلق عليها باللغة العثمانية "Asâkir-i Mansure-i Muhammediye Kışlası".
في عامي 1836-1837، أعيدت تسمية الثكنة إلى "Fünun-ı Harbiye-i Mansure" بعد انتقال طلاب الهندسة إلى المدرسة الحربية (بالتركية العثمانية: Mekteb-i Harbiye) الموجودة في الثكنة. أصبحت الثكنة المقر العسكري للسلطان عبد المجيد الأول (حكم 1839–1861) خلال حرب القرم (1853–1856). واتخذت الثكنة شكلها النهائي في عهد السلطان عبد الحميد الثاني (حكم 1876–1909). أثناء احتلال الحلفاء لإسطنبول (1918-1923) في الحرب العالمية الأولى، كانت الثكنة بمثابة مقر للمفارز الجزائرية من القوات الفرنسية.

### العصر الجمهوري
بعد عام 1923، وخلال العصر الجمهوري، ظلت ثكنة رامي قيد الاستخدام من قبل الجيش التركي حتى الستينيات. بعد إخلاء الجيش التركي للمبنى في الستينيات، بقي المبنى خاليًا لبعض الوقت. خصص مجلس مدينة أيوب المنشأة لتجار الجملة للمواد الغذائية الجافة. في 14 أكتوبر 1972، سجلت وزارة الثقافة والسياحة الثكنة كممتلكات ثقافية. قامت القوات المسلحة التركية بتسليم المنشأة إلى بلدية إسطنبول الكبرى لاستخدامها كمنطقة ترفيهية. في عام 1986، تم تخصيص المنشأة مؤقتًا لتجار الجملة للمواد الغذائية من قبل عمدة إسطنبول آنذاك بدريتين دالان (الذي تولى منصبه في الفترة من 1984 إلى 1989). تم نقل متاجر المواد الغذائية الموجودة على شاطئ القرن الذهبي في أونكاباني وإمينونو، مما تسبب في ازدحام مروري وتلوث وضوضاء، إلى ثكنة رامي. منذ ذلك الحين، تم استخدام المبنى جزئيًا من قبل تجار الجملة للمواد الغذائية كقاعة للسوق. يوجد حوالي 1500 مخزن للمواد الغذائية داخل مبنى الثكنة.

## بنيان
أقيمت الثكنات حول صحن مستطيل الشكل مساحته 200 م × 200 م (660 قدم × 660 قدم) ، ويتميز بثمانية أجنحة وخمس كتل. تم بناؤه من الحجر وتم تجديده عدة مرات.

## إعادة التطوير
قررت مديرية المساحة والآثار بالمدينة في عام 2010 ترميم المبنى المهدم جزئيًا والمعدل بشكل غير صحيح. وصدرت مناقصة لهذا الغرض بتاريخ 4 أغسطس 2014. ويخضع المبنى حاليًا لعملية ترميم كاملة ليتوافق مع هيكله التاريخي والثقافي الأصلي. عند اكتمال مشروع إعادة التطوير، سوف يضم أكبر مكتبة في البلاد. ومن المتوقع أن تبدأ المكتبة بنحو 7 ملايين كتاب ووثيقة مطبوعة ورقمية. وستحتوي المكتبة على أقسام للأطفال وهواة الجمع، بالإضافة إلى غرف للقراءة. وبالإضافة إلى ذلك، سيكون المبنى مركزاً للأنشطة الثقافية والاجتماعية والفنية. وسيشمل متحفًا للمدينة أيضًا. علاوة على ذلك، ستستضيف حوالي 120 شركة تجارية، مثل المكتبات ومحلات بيع التذكارات، البنوك والمقاهي والمطاعم ودور السينما وما إلى ذلك. ومن المخطط إنشاء موقف سيارات قادر على استيعاب 1200 سيارة. تبلغ تكلفة مشروع إعادة التطوير 200 مليون ₺ (43.3 مليون دولار أمريكي). في 13 يناير 2023، أعيد افتتاحها كمكتبة. 